# Зайцев, Александр Алексеевич
Алекса́ндр Алексе́евич За́йцев (12 января 1924, деревня Ямново, Владимирская губерния, СССР — 29 марта 1994) — советский конструктор-оружейник. Принял участие в создании автомата Калашникова и ряда других образцов стрелкового оружия и вооружений.

## Биография
Родился 12 января 1924 года в крестьянской семье. Окончил начальную 4-х летнюю школу д. Курзанихе, а затем семилетнюю в с. Большие Всегодичи. В 1939 году поступил учиться в Ковровский механический техникум НКПС по специальности «ремонт и обслуживание путевых и строительных машин». В начале 1943 г. успешно окончил техникум и получил диплом с квалификацией по ремонту и обслуживанию путевых и строительных машин, после чего был направлен на работу в железнодорожные мастерские г. Кандалакши.
После краткосрочных курсов в марте — мае 1943 года в роте связи 112-го запасного полка был направлен на Карельский фронт. С 20 апреля 1943 г. по 9 мая 1945 г. Зайцев участвовал в боях в Заполярье в составе 61-го стрелкового полка 45-го стрелкового дивизиона. На фронте он был радистом. 23 октября 1944 г. получил слепое осколочное ранение правого бедра, выбыл в 43 медсанбат, а затем в эвакогоспиталь № 1489. После лечения вновь вернулся в свою часть. В 1945 году получил второе ранение, в руку и голову, и был направлен на длительное лечение в госпиталь. После госпиталя принимал участие в боевых действиях против Японии в составе 862-го отдельного батальона связи на 1-м Дальневосточном фронте. Был демобилизован 12 января 1946 года, за участие в боевых действиях награждён орденами и медалями.
После возвращения в Ковров 13 апреля 1946 года он поступил на работу в отдел главного конструктора Ковровского оружейно-пулемётного завода в должности конструктора.
После создания Ковровского механического завода (КМЗ) в 1950 году, Зайцев перевёлся на завод заместителем главного конструктора. В 1953 году поступил на учёбу во Всесоюзный заочный машиностроительный институт по специальности «автомобили». Окончил три курса и оставил институт. В 1956 году Зайцев был назначен начальником бюро в Отделе главного конструктора КМЗ, а в феврале 1958-го — заместителем главного конструктора.
В апреле 1967 году на КМЗ было создано Специальное Конструкторское Бюро (СКБ), начальником которого назначается Зайцев. Возглавлял СКБ до 1984 года. После выхода на пенсию он перешёл работать в экспериментальный цех. Помимо основной работы, Зайцев активно занимался общественной деятельностью, возглавляя совет ветеранов Великой Отечественной Войны.
Умер 29 марта 1994 года.

## Вклад в разработку оружия
В 1948 году вместе с В. И. Соловьёвым и И. И. Потаповым прорабатывал конструкцию автомата с полусвободным запиранием ствола по схеме немецкого образца конструкции Хорна (КБ-П-555). Занимался проработкой четырёхрядных магазинов на 50 патронов для АК.
Вместе с группой конструкторов КМЗ работал над образцами оружия А. С. Константинова, включая опытный автомат со сбалансированной системой автоматики СА-006.
За время его работы в должности начальника СКБ коллектив участвовал в конкурсе на укороченный вариант автомата со складывающимся прикладом, велись работы по модернизации РПГ-7, была разработана установка под АК для оснащения старых позиций на границе с Китаем. Зайцевым была сконструирована пусковая установка к системе «Туча» для постановки дымовых завес с бронетехники, разработано устройство для установки на пулемёт РЛС «Фара», создана установка к пулемёту для обстрела мёртвой зоны. Получил 18 авторских свидетельств на изобретения.
В СКБ велись работы по созданию пулемета под патрон 6 мм, работы по созданию снайперской винтовки и многие другие.

### Работа над автоматом Калашникова
В октябре 1946 года М. Т. Калашников был командирован на завод № 2 имени Киркижа для изготовления опытного образца своего автомата. На заводе была сформирована группа конструкторов под руководством Калашникова, в которую входили входили А. А. Зайцев, В. И Соловьёв, Н. Н. Лопуховский и другие исполнители. Зайцев занимался отработкой технической документации для изготовления опытных образцов. Результатом работы группы стало создание опытных автоматов АК-46.
Испытания АК-46 в июне-августе 1947 года показали, что его устройство не обеспечивает ожидаемой надёжности работы автоматики. Несмотря на запрет полигона на проведение существенных усовершенствований автомата, Зайцев предложил радикально переработать конструкцию:
При обсуждении результатов испытаний автомата Калашникова и его потенциальных противников, мною была предложена коренная переработка образца. Михаил Тимофеевич сначала колебался и склонен был остаться на схеме первого тура, так как времени до повторных испытаний было очень мало. Но мне удалось убедить его в коренной переработке. При этом особое значение придавалось надежности работы автоматики, технологичности, улучшенных эксплуатационных качеств и внешнего вида. Болотин Д. Н., История советского стрелкового оружия и патронов.
Новый автомат получил обозначение АК-47 и по итогам следующего этапа конкурса, проходившего с декабря 1947 по январь 1948 года, научно-технический совет полигона рекомендовал изготовление серии автоматов для войсковых испытаний.
В 1948 году Зайцев, Соловьёв, а также подполковник В. С. Дейкин и военпред капитан С. Я. Суховицкий были командированы на Ижевский мотозавод для оказания помощи Калашникову в изготовлении серии автоматов и проведении расчётов. В этот период Зайцев занимался корректировкой чертежей и подготовкой технических условий для производства опытной партии автоматов. Летом 1948 года, после завершения изготовления серии АК-47, Зайцев и Соловьёв вернулись в Ковров.

## Память
В память о работе над АК-47 в Коврове М. Т. Калашникова, А. А. Зайцева, В. И. Соловьёва и других оружейников ПКБ в ноябре 2009 года на здании проходных КБ «Арматура» была установлена мемориальная доска.
Мемориальная доска, посвящённая вкладу Зайцева в создание автомата Калашникова, установлена в ноябре 2014 года на здании Ковровского транспортного колледжа.

## Комментарии
1. ↑  По другим данным — г. Беломорск[1] или г. Кемь[2]
2. ↑  Вероятно, речь идёт об автомате Хорна.
3. ↑  Проектно-конструкторское бюро отдела главного конструктора завода № 2 имени Киркижа (сейчас — Завод имени Дегтярёва).